# Bond Baronets
Als Bond Baronetcies bezeichnet man zwei erbliche britische Adelstitel (Baronetcies), die an Personen mit dem Familiennamen Bond verliehen wurden. Eine der beiden Verleihungen erfolgte in der Baronetage of England, die andere in der Baronetage of Ireland.

## Verleihungen
Erstmals wurde am 9. Oktober 1658 in der Baronetage of England der Titel Baronet, of Peckham in the Parish of Camberwell in the County of Surrey, für Thomas Bond, den Comptroller of the Household der Königinmutter, geschaffen. Die Verleihung erfolgte im Exil in Brüssel durch den späteren König Karl II., der erst 1660 in England restauriert wurde. Der Titel erlosch am 22. Juni 1767, als dessen Urenkel, der 4. Baronet, kinderlos starb.
Am 21. Januar 1794 wurde in der Baronetage of Ireland der Titel Baronet, of Coolamber in the County of Longford, für den irischen Unterhausabgeordneten James Bond geschaffen. Der Titel erlosch beim Tod seines Sohnes, des 2. Baronets, am 3. März 1823.

Wappenschild der Bond Baronets, of Peckham

## Liste der Bond Baronets

### Bond Baronets, of Peckham (1658)
- Sir Thomas Bond, 1. Baronet († 1685)
- Sir Henry Bond, 2. Baronet († 1721)
- Sir Thomas Bond, 3. Baronet (1709–1734)
- Sir Charles Bond, 4. Baronet (1734–1767)

Wappenschild der Bond Baronets, of Coolamber

### Bond Baronets, of Coolamber (1794)
- Sir James Bond, 1. Baronet (1744–1820)
- Sir Thomas Bond, 2. Baronet (1776–1823)